# Köprülüzade Fazıl Ahmed paša
Köprülüzade Fazıl Ahmed paša ( Otomansko-Turški jezik كپرولى زاده فاضل احمد پاشا), turško Köprülü Fazıl Ahmet Paşa ; albansko Fazlli Ahmed Pashë Kypriljoti ; 1635 - 3. november 1676) je bil otomanski plemič in državnik, ki je bil član priznane družine Köprülü albanskega porekla, ki je dala šest velikih vezirjev Otomanskega cesarstva . 

## Življenje
Rodil se je v družini Köprülü, sin Köprülü Mehmed paše in Ayşe Hatun (Hanım), hčerke Yusufa Ağa. Njegov oče je bil otomanski general devshirme porekla, ki je leta 1656 postal veliki vezir, medtem ko je bila njegova mati hči iz znamenitega rodu iz Kayacıka, iz vasi Havza v Amasiji. Njegov dedek po materini strani je bil vojvoda, ki je zgradil most v Kadegri, ki se je zaradi tega preimenoval v Köprü, kjer je bil stacioniran njegov oče Mehmed in po katerem je rodbina Köprülü dobila svoje ime. 
Od leta 1661 do 1676 je bil veliki vezir, potem ko je naslov podedoval po očetu. Pred tem imenovanjem je bil otomanski guverner Damaščanskega Ejaleta (1660–1661) in Erzurumskega Eyaleta (1659–1660). 
Poimenovali so ga Fazıl, kar pomeni "moder" (iz arabskega fazilet, kar pomeni "modrost"), zaradi zmanjšanja obdavčitve in spodbujanja izobraževanja. Po drugi strani pa je bil v vojni surov. Vodil je osmansko vojsko v avstrijsko-turški vojni (1663–64). V začetku julija 1664 mu je po skoraj enomesečnem obleganju uspelo uničiti  Novi Zrin v severnem delu Kraljevine Hrvaške. Čeprav je bil poražen v bitki pri Monoštru, mu je uspelo pridobiti ozemlje z mirom v Vasvárju leta 1664.
Po tej pogodbi se je osredotočil na kretsko vojno in leta 1669 zavzel Kandijo (današnji Heraklion ) od Beneške republike. Naslednja vojna je bila leta 1672 proti Poljski in Litvi zaradi prošnje za pomoč ukrajinskim kozakom pod Petrom Dorošenkom. Ahmed Pašo, ki je bil sprva uspešen v okviru Buczaškega miru, so Poljaki pod svojim velikim kronskim hetmanom Janom Sobieskim premagali v bitkah pri Chocimu in Lembergu. 22. oktobra 1674 se je vrnil neozdravljivo bolan (domnevno edem zaradi alkoholizma) v Adrianopel. Vendar so se Turki še naprej držali in so pristali na častne pogoje Żuravnega miru z dne 17. oktobra 1676, s katerim so obdržali trdnjavo Kamieniec Podolski, velike dele Podolije in južne Ukrajine.
Sodobni evropski opazovalci so pogosto omenjali ateistične težnje ožjega kroga dvorjanov Fazila Ahmeda, zlasti Fazila Ahmeda samega. Kljub temu ostajajo njegovi natančni verski pogledi neznani. 
Fazıl Ahmed paša je umrl 3. novembra 1676 zaradi zapletov, ki so bili posledica njegovega načina življenja, predvsem pretiranega pitja. 